# Kékesd
Kékesd is een plaats (község) en gemeente in het Hongaarse comitaat Baranya. Kékesd telt 215 inwoners (2001).